# 苗圃街道
苗圃街道，是中华人民共和国湖南省衡陽市珠晖区下辖的一个乡镇级行政单位。

## 行政区划
苗圃街道下辖以下地区：
服务里社区、蔡家皂社区、清泉里社区、东方里社区、民主里社区、扶小里社区、光华里社区、乐群里社区、苗圃路社区、健康里社区、光明里社区和凤凰村社区。